# Харківська математична школа

## Вчені пов'язані з Харківською математичною школою
- Олександр Ляпунов (наприклад, функція Ляпунова, експонента Ляпунова)
- Костянтин Андрєєв
- Володимир Стеклов
- Михайло Остроградський
- Сергій Бернштейн (наприклад, поліном Бернштейна )
- Геронімус Яков Лазаревич[ru] (наприклад, поліном Геронімуса[en])
- Дмитро Сінцов
- Наум Ахіезер
- Лев Ландау (наприклад, теорія Ландау, теорія рівняння Гінзбурга — Ландау )
- Володимир Марченко
- Олексій Погорєлов
- Михайло Кадець
- Леонід Пастур
- Володимир Дрінфельд (наприклад, обопільність Дрінфельда[en])
- Валентина Борок
- Віталій Мільман
- Ігор Чуешов[1]
- Олександр Єременко

## Деякі нині активні науковці
- Леонід Пастур[2]
- Євген Хруслов[3]
- Марія Щербина[4]
- Володимир Кадець[5]
- Ігор Чудінович[6]
- Йосип Островський [7]
- Валерій Коробов[8]
- Олександр Борисенко[9]